# Festival international du film de femmes de Salé 2004
La première édition du FIFFS, qui s’est tenue du 10 au 15 juillet 2004, a notamment :
- mis à l'honneur le cinéma du monde ;
- rendu hommage à Agnès Varda (réalisatrice française), Fatine Hamama (actrice égyptienne) et Habiba El Madkouri (actrice marocaine) ;
- organisé une table ronde sur le thème : « Femmes et cinéma/Femmes au cinéma »[2].

## Jury
- Narjiss Nejjar ( Maroc), présidente.
- Inas El-Degheidy ( Égypte).
- Sophie Hinianou-Camdanus ( Grèce).
- Marianne Piquet ( France).
- Nezha Drissi Cohen ( Maroc).

## Films sélectionnés
| Titre                                | Réalisation            | Pays            | Distribution                                             |
| ------------------------------------ | ---------------------- | --------------- | -------------------------------------------------------- |
| À Casablanca les anges ne volent pas | Mohamed Asli           | Maroc           | Abdessemad Miftah El Kheir                               |
| Nilofar Dar Baraan                   | Homayoun Karimpour     | Afghanistan     | Mamnoon Maqsoodi, Niki Zischka, Afrouz Nikzad            |
| Depuis qu'Otar est parti…            | Julie Bertuccelli      | France Belgique | Esther Gorintin, Nino Khomasuridze, Dinara Droukarova    |
| Inteha (en)                          | Vikram Bhatt           | Inde            | Nauheed Cyrusi (en), Avtar Gill (en), Vidya Malvade (en) |
| Sahar el layaly (ar)                 | Hani Khalifa           | Égypte          | Ahmed Helmy, Sherif Mounir, Fathy Abdel Wahab (ar)       |
| Le Plus Beau Jour de ma vie          | Cristina Comencini     | Italie          | Virna Lisi, Margherita Buy, Sandra Ceccarelli            |
| Hard Goodbyes: My Father             | Penny Panayotopoulou   | Grèce           | Yorgos Karayannis, Stelios Mainas, Ioanna Tsirigouli     |
| La Chance endormie                   | Ángeles González-Sinde | Espagne         | Adriana Ozores, Félix Gómez, Pilar Castro                |
| Rou'a Halima (Visions chimériques)   | Waha Al Raheb          | Syrie           |                                                          |
| Frida                                | Julie Taymor           | États-Unis      | Salma Hayek, Alfred Molina, Geoffrey Rush                |
| L'Examen                             | Nasser Refaie          | Iran            | Raya Nassiri, Farzin Aghaie, Aghdas Khoshmou             |

## Palmarès
| Prix                               | Attribué à                                                                              | Pays            |
| ---------------------------------- | --------------------------------------------------------------------------------------- | --------------- |
| Grand Prix                         | Depuis qu'Otar est parti… de Julie Bertuccelli                                          | France Belgique |
| Prix du Jury                       | L’Examen de Nasser Refaie                                                               | Iran            |
| Prix du scénario                   | Hard Goodbyes: My Father (Dyskoloi apohairetismoi: O babas mou) de Penny Panayotopoulou | Grèce           |
| Prix de l’interprétation féminine  | Adriana Ozores, dans La Chance endormie                                                 | Espagne         |
| Prix de l’interprétation masculine | Abdessamad Miftah El Kheir, dans A Casablanca les anges ne volent pas                   | Maroc           |
| Mention Spéciale du Jury           | Shouf Shouf Habibi! d'Albert ter Heerdt                                                 | Pays-Bas        |
| Distinction particulière du Jury   | Frida de Julie Taymor                                                                   | États-Unis      |